# Ramsel
Ramsel is een dorp in de Belgische provincie Antwerpen en een deelgemeente van Herselt. Ramsel was een zelfstandige gemeente tot aan de gemeentelijke herindeling van 1977.

## Geschiedenis
Ramsel werd voor het eerst vermeld in 1276 en wel als Ramslo. Van de 13e tot de 16e eeuw was Ramsel ondergeschikt aan de heren van Westerlo, die tot het geslacht Van Wesemael behoorden. Jan II van Wesemael stierf in 1464 en Ramsel kwam in 1482 aan de familie De Merode die het in bezit hield tot aan de Franse tijd (einde 18e eeuw). In deze tijd werden er bossen ontgonnen en vanaf 1740 werden er kleiputten gegraven voor de baksteenproductie. Hierdoor breidde de bevolking zich enigszins uit.
Ramsel was tot 1865 een gehucht van Herselt en werd dat jaar een zelfstandige gemeente. Dit leidde tot nieuwe activiteit zoals de oprichting van een gemeenteschool in 1873. De baksteennijverheid werd in de 20e eeuw steeds minder en de laatste baksteenfabriek sloot in 1980. In 1924 kwam er een diamantslijperij in Ramsel.  
Ramsel werd vanaf 1862 van noord naar zuid doorsneden door de Spoorlijn 29 Aarschot-Herentals. Deze spoorlijn werd aangelegd in 1860-1861 maar is sinds 1989 omgevormd tot een fietspad. De spoorwegbrug is nog aanwezig.
Op 1 januari 1977 werd Ramsel een deelgemeente van de fusiegemeente Herselt.

## Bezienswaardigheden
- De Sint-Hubertuskerk
- De beschermde pastorij uit 1910
- De Strokapel
- Een eind-19de-eeuwse kapel aan de Kapelleweg is beschermd als monument
- Potjèr Kruiwagenkoers telkens met Ons Heer Hemelvaart dag

## Natuur en landschap
Het hoogste punt van Ramsel is de Ramselberg van 22,5 meter. De laagste delen zijn de vallei van de Kalsterloop (15 meter) en de Steentjesloop (10 meter).

## Demografische ontwikkeling
- Bronnen:NIS, Opm:1806 tot en met 1970=volkstellingen; 1976 = inwoneraantal op 31 december

## Politiek

### Geschiedenis

#### Burgemeesters
| Tijdspanne  | Burgemeester                              |
| ----------- | ----------------------------------------- |
| 1865 - 1878 | Adriaan Van Uytsel                        |
| 1879        | Joannes Sebastianus Pelgrims (waarnemend) |
| 1879 - 1881 | Ludovicus Symens                          |
| 1881 - 1882 | Jan Frans Verlinden                       |
| 1882 - 1885 | Norbert Verlooy                           |
| 1885 - 1917 | Jan Frans Verlinden                       |
| 1917 - 1918 | Nabor Coeck (waarnemend)                  |
| 1918 - 1921 | Jan Frans Verlinden                       |
| 1921 - 1927 | Nabor Coeck                               |
| 1927 - 1937 | Alfons Van den Heuvel                     |
| 1937 - 1941 | Frans Aertgeerts                          |
| 1941 - 1944 | Nabor Van den Heuvel                      |
| 1944 - 1953 | Frans Aertgeerts                          |
| 1953 - 1965 | Hendrik Andries                           |
| 1965 - 1971 | Felix Elsen                               |
| 1971 - 1976 | Louis Van Dyck                            |

## Afbeeldingen

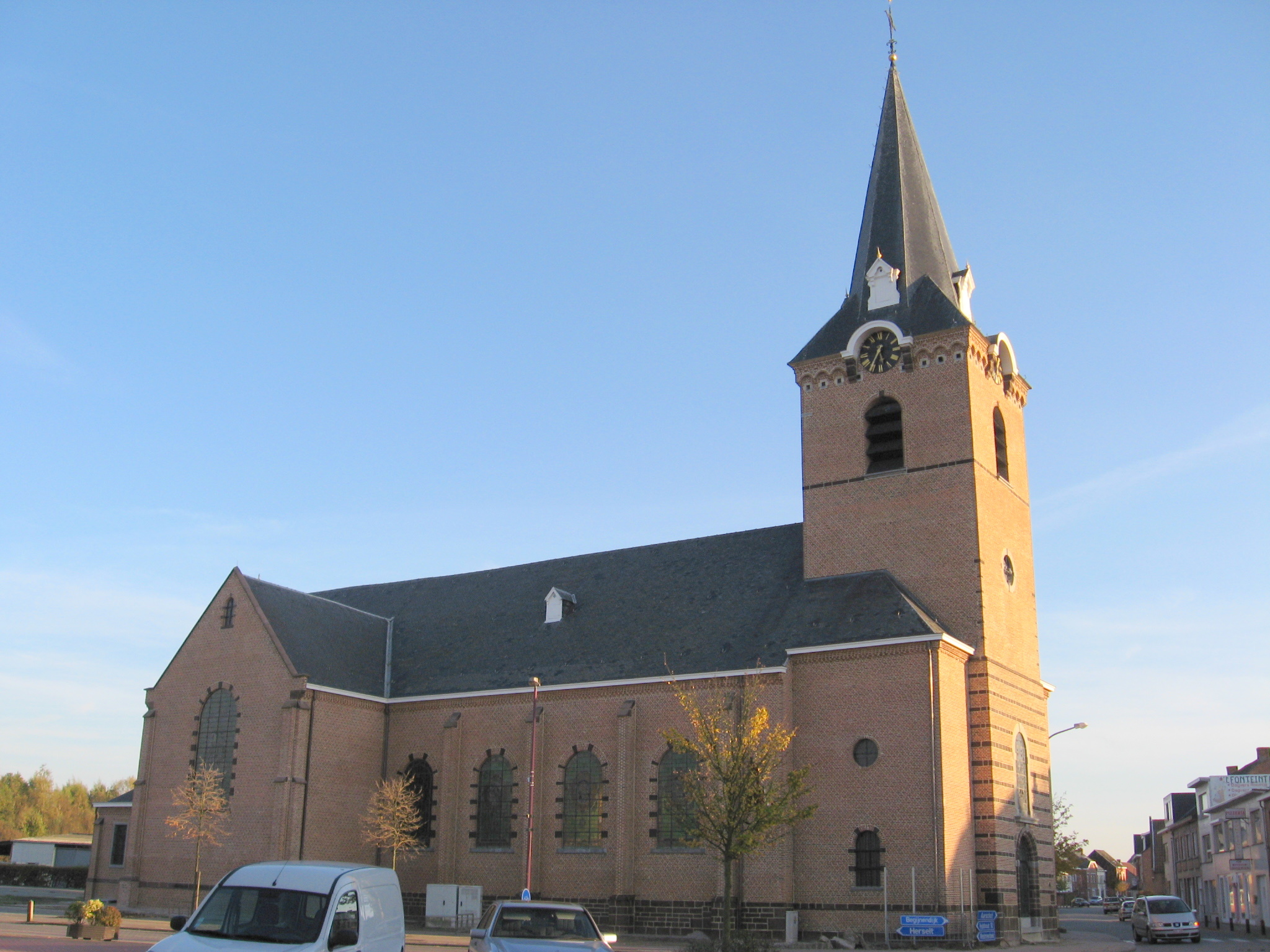
Sint-Hubertuskerk
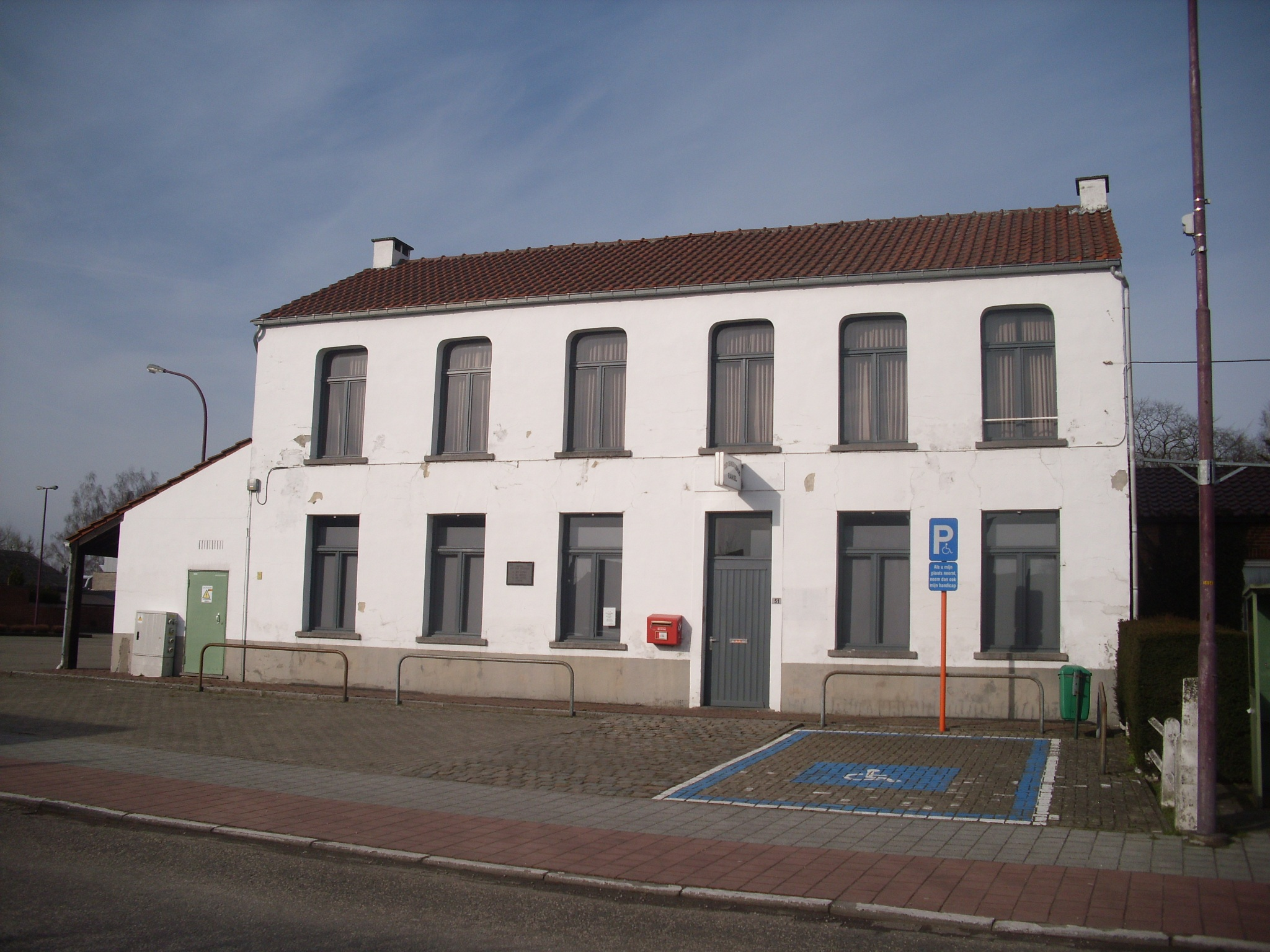
Voormalige pastorie en gemeentehuis
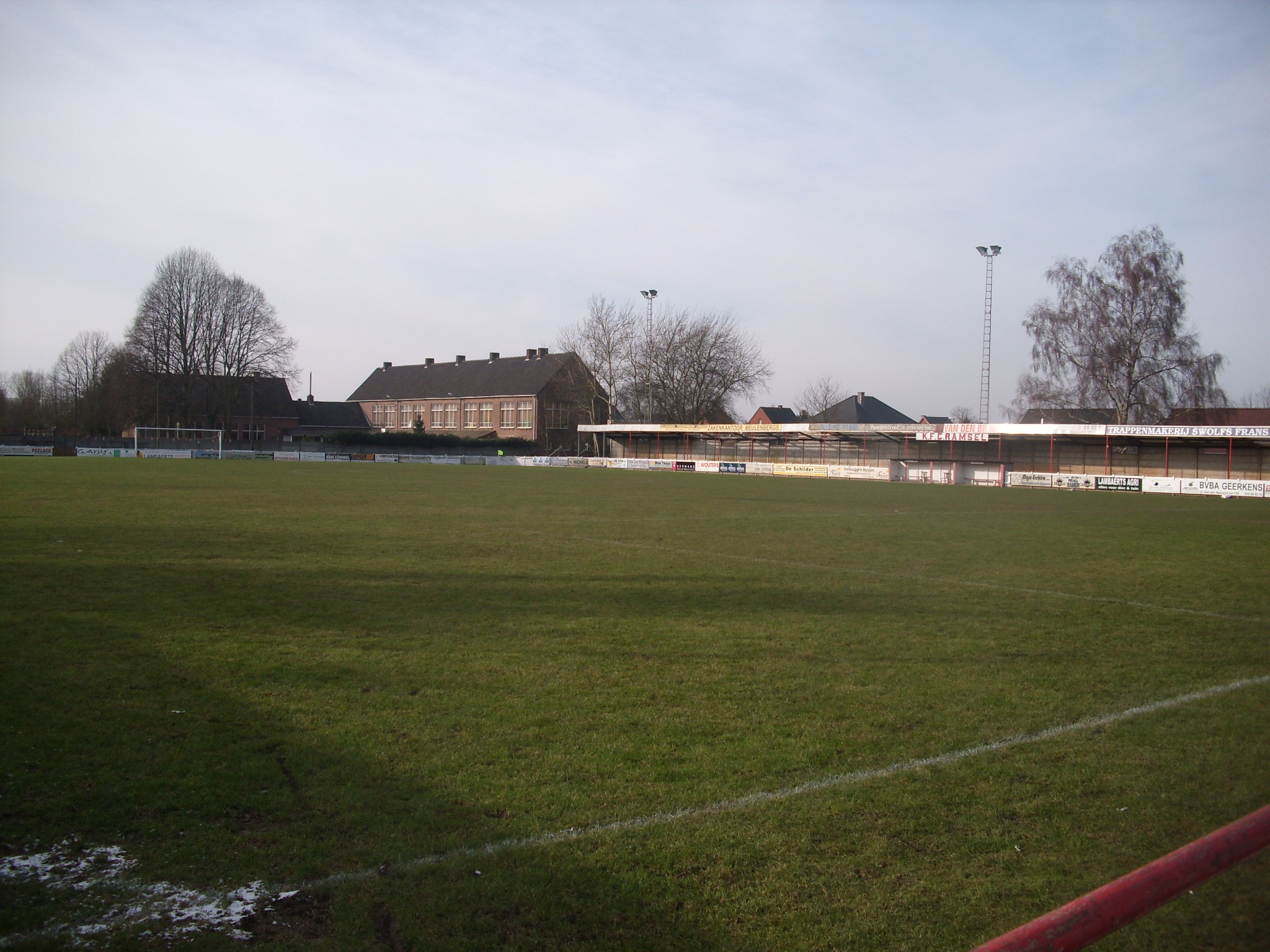
Het voetbalstadion van Ramsel
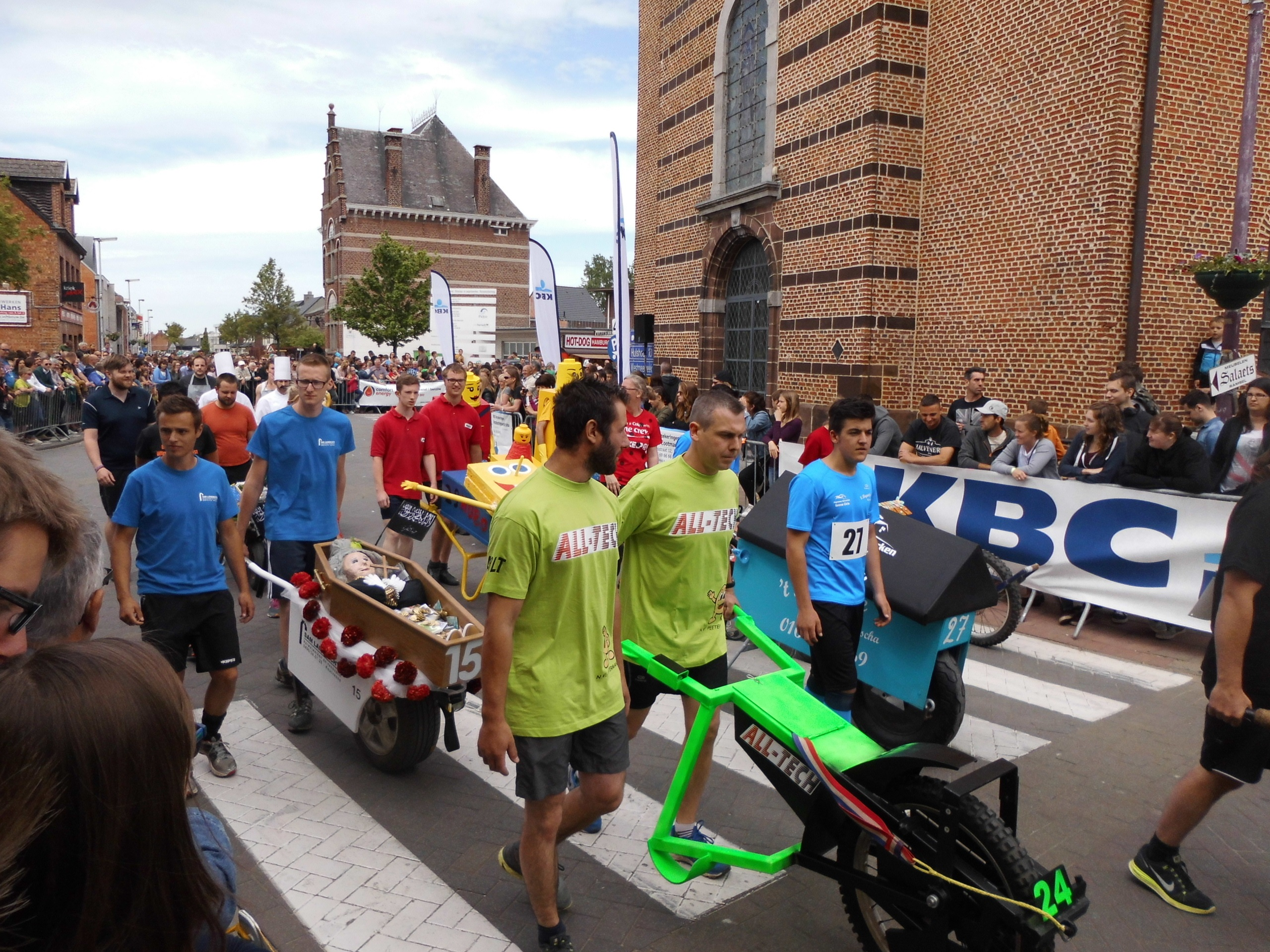
kruiwagenkoers
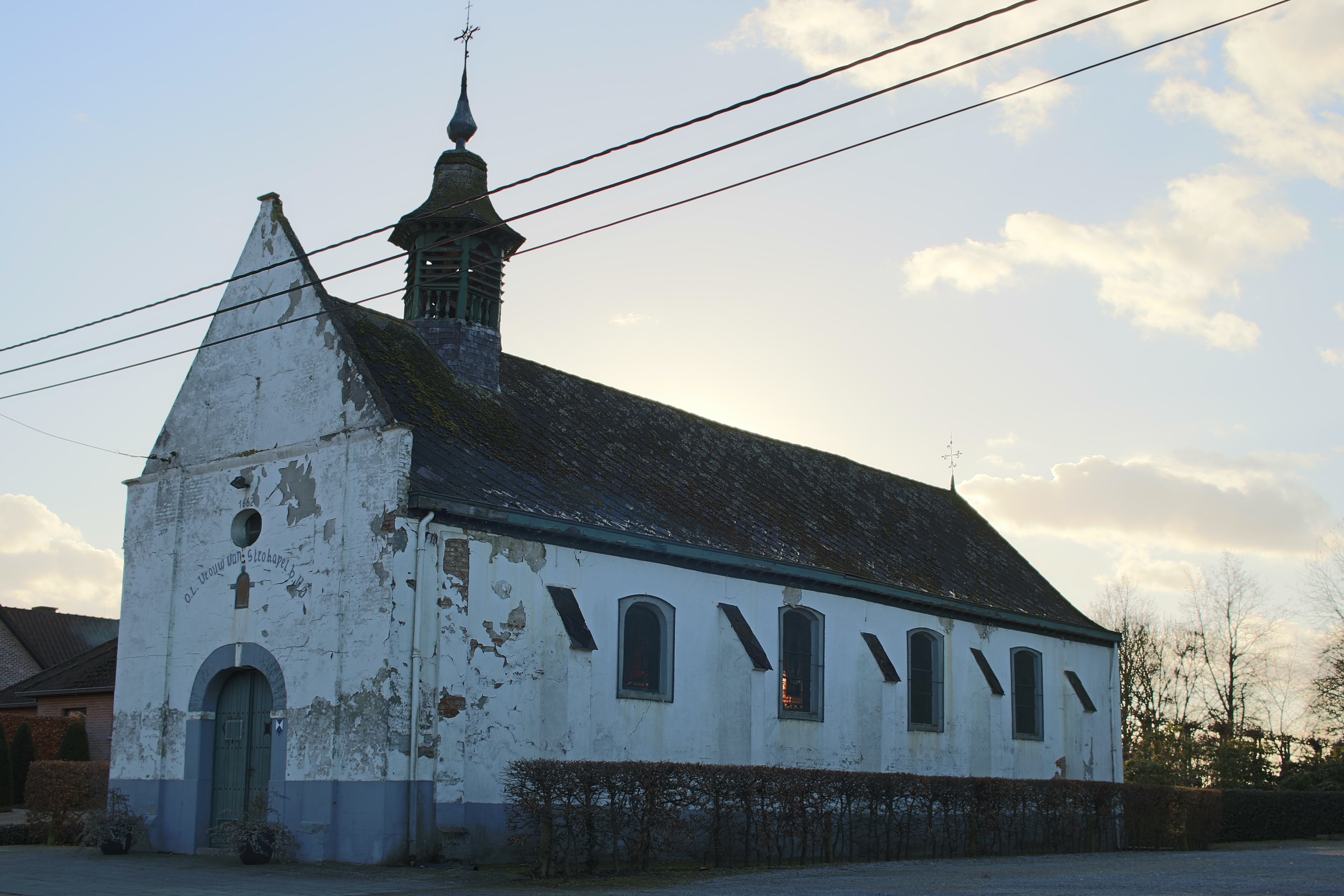
Strokapel
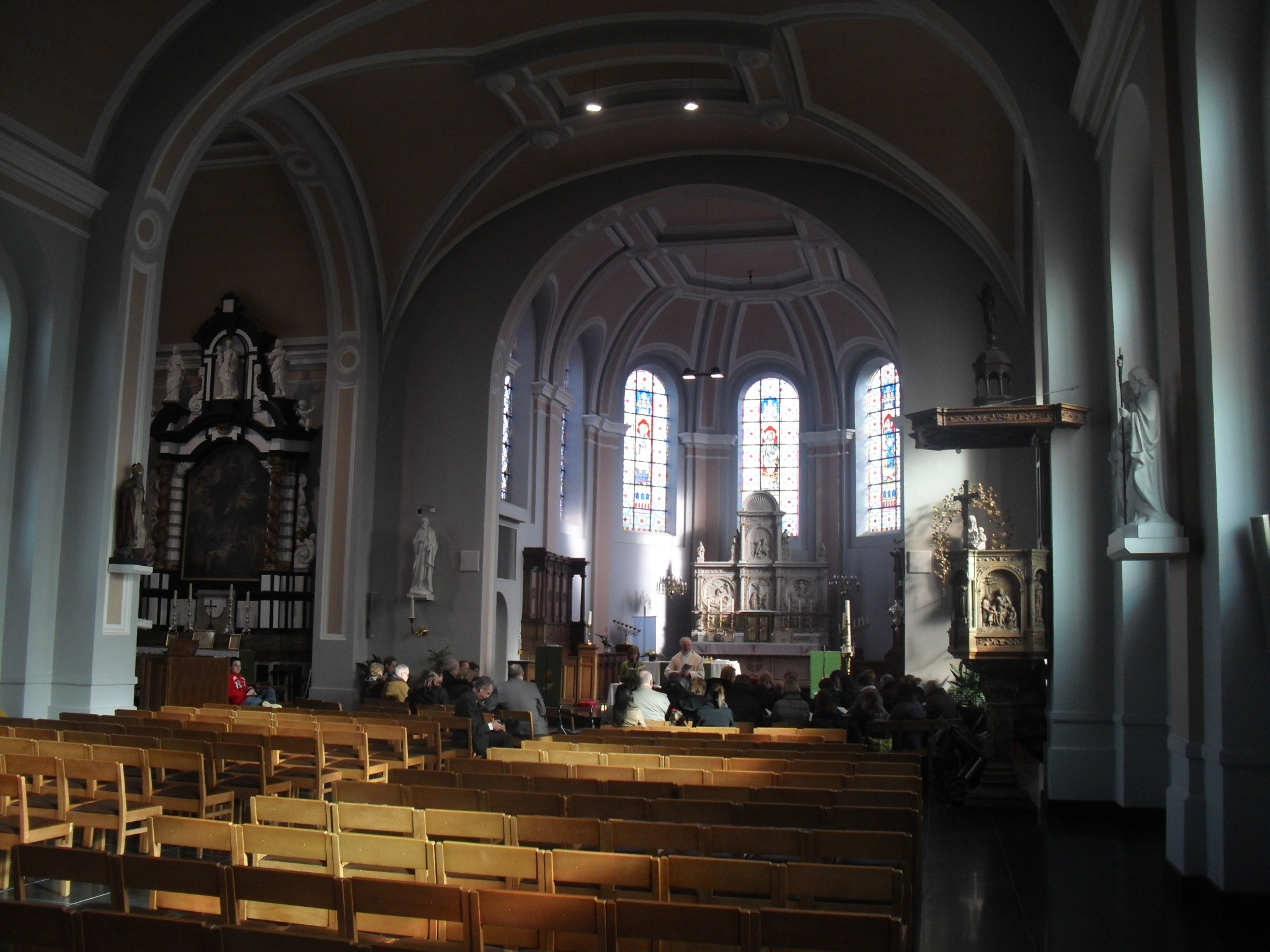
parochiekerk
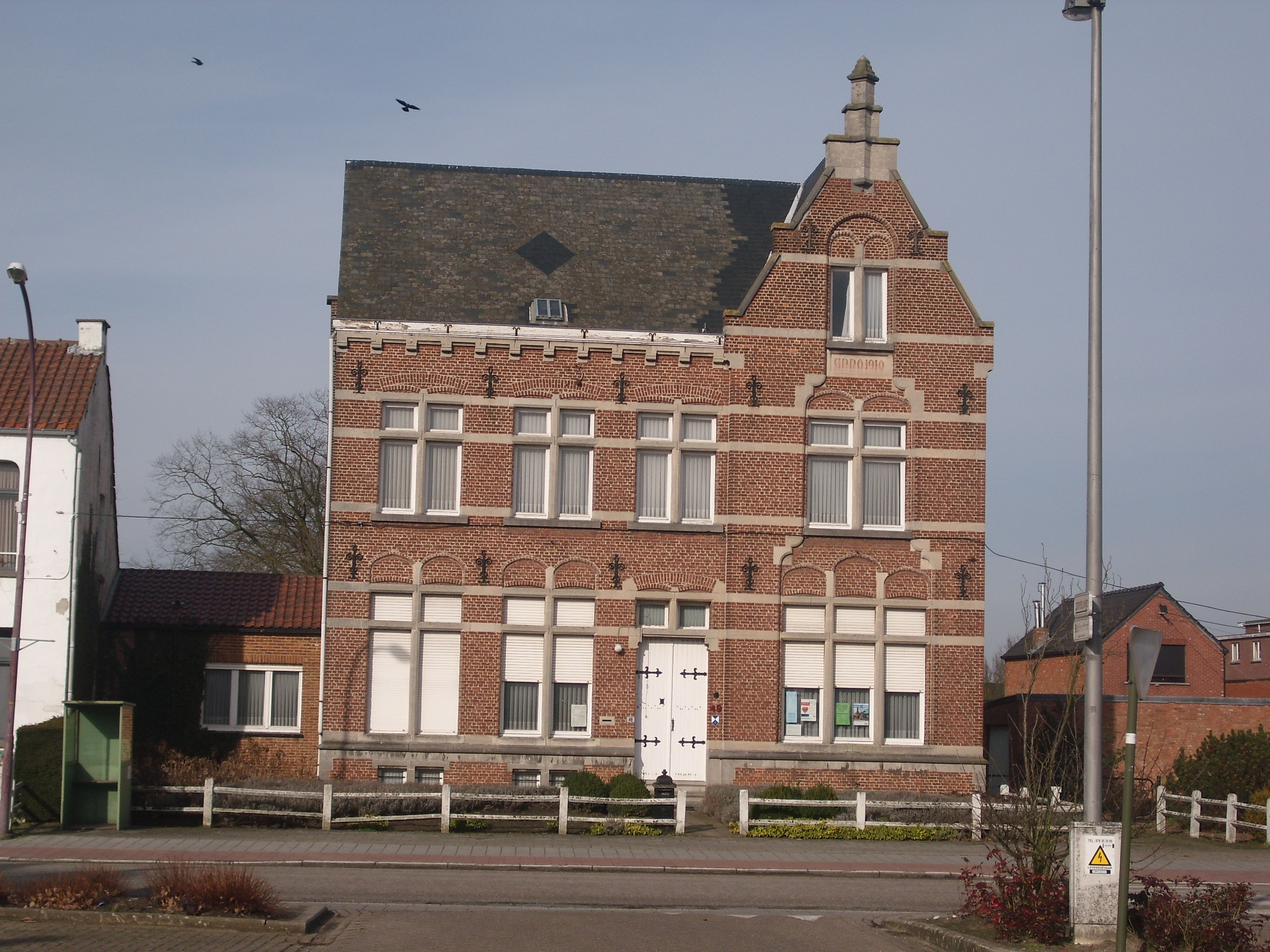
pastorie

## Bekende inwoners

### Geboren te Ramsel
- Erwin Vandenbergh, voetballer
- Kevin Vandenbergh, voetballer
- Garry De Graef, voetballer
- Kevin Janssens, voetballer
- Frans Andries, diamantfabrikant

## Nabijgelegen kernen
Aarschot, Begijnendijk, Houtvenne, Westmeerbeek, Herselt